# パルチザン (ユーゴスラビア)
ユーゴスラビアのパルチザン（partizani / партизани）は、第二次世界大戦時のユーゴスラビアにおける、枢軸国の支配に抵抗した共産主義者主体の勢力である。
正式名称はユーゴスラビア人民解放軍およびパルチザン部隊（スロベニア語:Narodnoosvobodilna vojska in partizanski odredi Jugoslavije、セルビア・クロアチア語:Narodnooslobodilačka vojska i partizanski odredi Jugoslavije / Народноослободилачка војска и партизански одреди Југославије、マケドニア語:Народноослободителна војска и партизанските одреди на Југославија、略称:NOV i POЈ / НОВ и ПОЈ）。パルチザンは、ユーゴスラビア共産党率いる人民解放戦線の軍であり、その最高意思決定機関はユーゴスラビア人民解放反ファシスト会議（AVNOJ）であり、ヨシップ・ブロズ・ティトーを最高指導者としていた。

## 概要
パルチザンはユーゴスラビアにおける共産主義国家の樹立を目指しており、ユーゴスラビア共産党はユーゴスラビアに住む全ての民族の権利を擁護し、全ての民族に対して支持を訴えた。パルチザンよりも数週間早く設立された、もう一つの反枢軸の抵抗組織にチェトニクがあったが、チェトニクはカラジョルジェヴィチ家による王制の維持と、セルビア人の保護を目的としており、チェトニクが正当で歴史的なセルビア人の土地と考える地域における他民族に対する民族浄化を通じて大セルビアを確立することを目指していた。パルチザンとチェトニクの関係は当初より険悪であったが、1941年10月以降は全面的な衝突へと発展した。ティトーの汎民族主義は、チェトニクのセルビア人民族主義に反するものであり、チェトニクの王党主義は共産主義者のパルチザンには受け入られるものではなかった。
彼らは一般に「パルチザン」（パルティザン）と呼ばれており、この名前からはゲリラ勢力が想起されるが、彼らのゲリラ的な性質は最初の3年間でのことであった。1944年の終わり頃には、パルチザンの兵士の数は65万人におよび、4つの方面軍、52の師団を持つ軍隊組織となっていた。1945年4月にはパルチザンの兵士は80万人を数えるようになり、この時代のパルチザンは「人民解放軍」と呼ばれることが多い。

## 背景

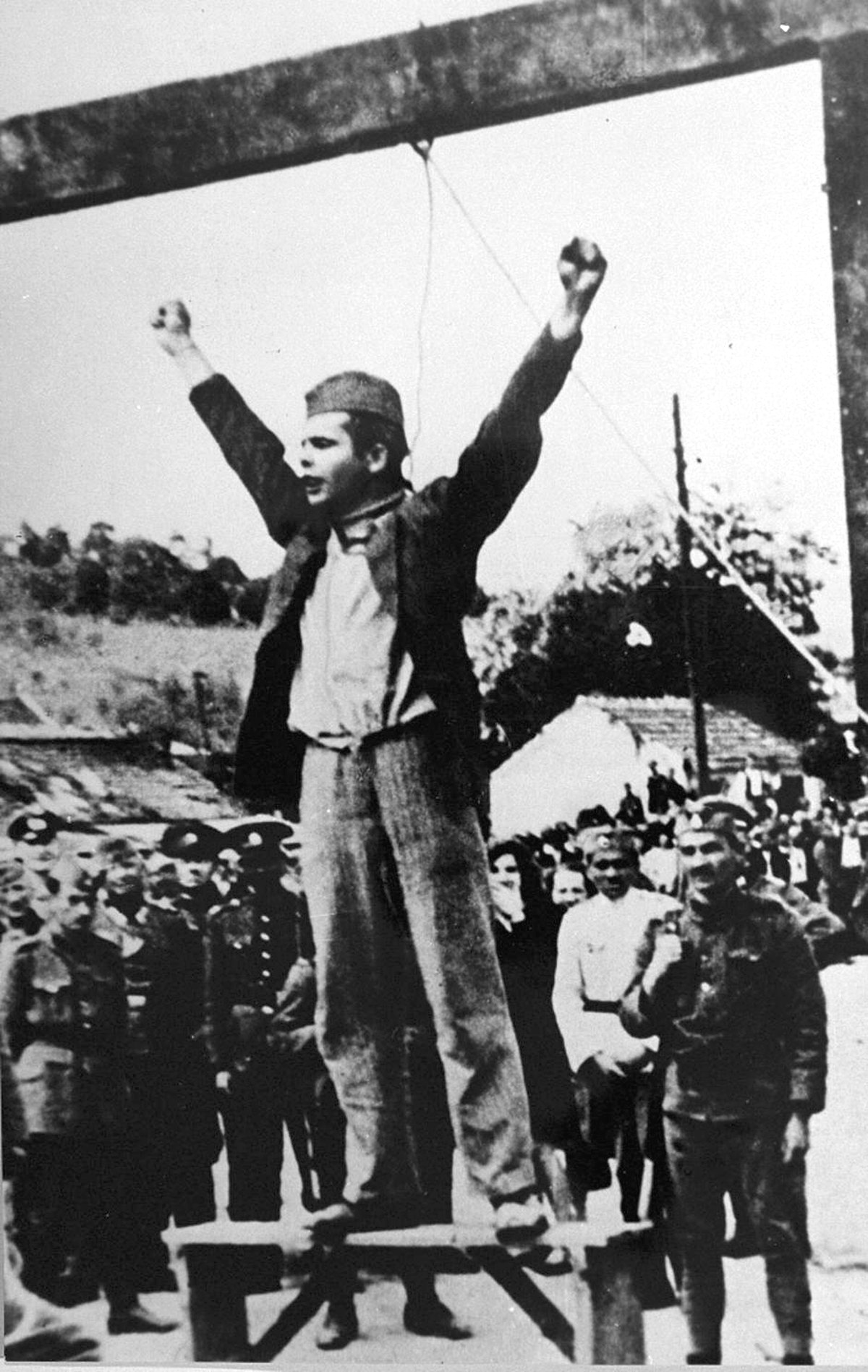
パルチザンの戦士スティエパン・フィリポヴィッチ。彼はヴァリェヴォにて枢軸国勢力に処刑される直前、「ファシズムに死を、人民に自由を」（Smrt fašizmu, sloboda narodu!）と叫んだ。

1941年4月6日、ユーゴスラビア王国は四方より枢軸勢力の侵略を受けた。侵攻にはナチス・ドイツのほかに、イタリア王国、ハンガリー王国、ブルガリア王国が加わった。この時、ドイツ空軍によるベオグラード空爆（Bombing of Belgrade in World War II）が行われた。侵略は10日前後で完了し、4月17日にユーゴスラビア王国軍は無条件降伏した。ユーゴスラビア王国軍はドイツ国防軍と比べて装備が貧弱であったことに加え、あらゆる方面から一斉に侵入する枢軸勢力と戦うにはあまりに規模が小さすぎた。
枢軸国によるユーゴスラビア支配は極めて過酷なものであり、ユーゴスラビアは領土をばらばらに解体された。ドイツはスロベニアの主要部を併合し、また傀儡政権として設立されたセルビア救国政府の領域を占領するとともに、クロアチア独立国などの傀儡国家に対しても影響力を及ぼした。クロアチア独立国はこんにちのクロアチアとボスニア・ヘルツェゴビナ、さらにセルビアのスレム地方を領土とした。ベニート・ムッソリーニ率いるイタリア王国はスロベニアの南部、コソボ、そしてダルマチアの沿岸部およびアドリア海の島々を手に入れた。またイタリアはモンテネグロを支配下に置き（イタリア支配下のモンテネグロ）、またイタリア王家はクロアチア独立国の王位を手に入れた。ハンガリー王国はバラニャや、バチュカなどのヴォイヴォディナの一部、クロアチアのメジムリェ地方、スロベニアのプレクムリェ地方を併合した。ブルガリア王国は、こんにちのマケドニア共和国に相当する地域の大部分、およびセルビア東部とコソボの一部を併合した。ユーゴスラビア王国の解体とクロアチア独立国、セルビア救国政府といった傀儡政権の樹立、枢軸国による占領と併合は、当時の国際法にも反するものであった。
枢軸勢力による地域住民に対する過酷な支配により、パルチザンは住民の広範な支持を得ただけでなく、住民が生き残るための唯一の選択肢であった場合も多い。占領初期には、ドイツ軍は女性や子ども、老人を含む一般市民への無差別殺戮を各所で展開し、ドイツ兵1人の死亡につきセルビアの市民100人、ドイツ兵1人の負傷につき市民50人を殺害するという異常な方針を取った。この他にも枢軸勢力やその協力者による蛮行はユーゴスラビア全土で繰り広げられた。クロアチア独立国の領土ではウスタシャやドイツ軍による民族浄化などの蛮行が盛んに行われた。
ユーゴスラビア全土を取り巻くこうした無法状態の中、ユーゴスラビア共産党は反ファシズムの抵抗勢力を糾合し、全国的な抵抗運動へと組織化していった。ヨシップ・ブロズ・ティトー率いるユーゴスラビア共産党は戦間期のユーゴスラビア王国で非合法化され、それ以降は地下活動を続けていた。

## 活動初期
1941年6月22日のバルバロッサ作戦によって枢軸勢力はソビエト連邦への侵略を始めた。ユーゴスラビアで初の共産主義者による抵抗者の軍事組織であるシサク人民解放パルチザン部隊（Sisak People's Liberation Partisan Detachment）は、ドイツがソビエト連邦に侵攻を始めた1941年6月22日に組織された。ティトーが率いる抵抗運動が初めて武装抵抗を始めたのは、この2週間後、セルビアでのことであった。
ユーゴスラビア共産党は7月4日、武装抵抗を始めることを正式に決定し、この日は後のユーゴスラビア社会主義連邦共和国において「戦士の日」として国民の祝日となった。7月7日、ジキツァ・ヨヴァノヴィッチ・シュパナツ（Žikica Jovanović Španac）が最初の一発の銃弾を放って、武装抵抗は始まった。この日付は後のセルビア社会主義共和国における国民の祝日「蜂起の日」となった。

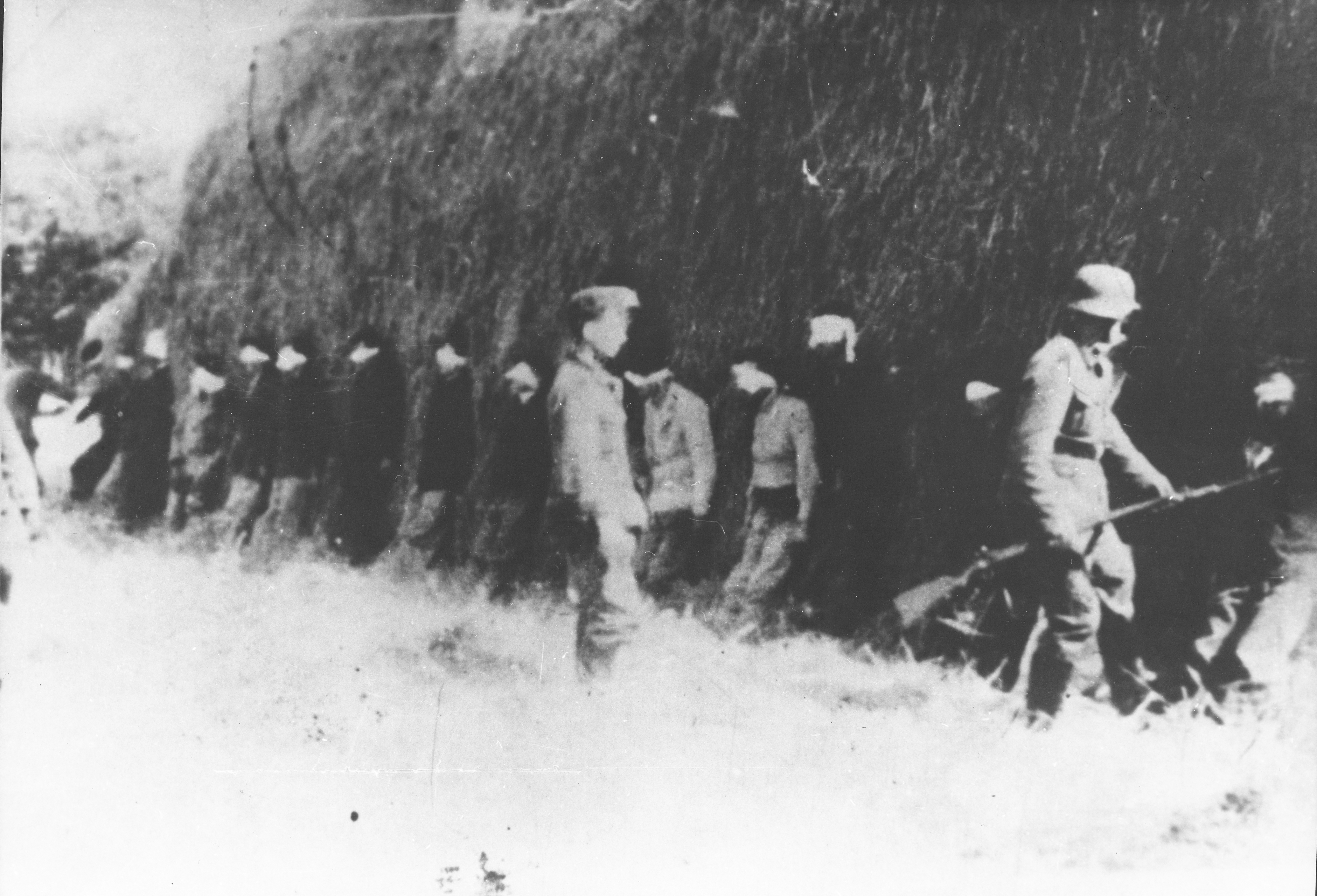
目隠しをされてドイツ軍に処刑される直前のパルチザン兵士。1941年8月20日、スメデレヴスカ・パランカにて。

8月10日、山中の村スタヌロヴィッチ（Stanulović）にて、パルチザン軍はコパオニク・パルチザン分隊総司令部を設置し、村はパルチザンによって解放された、スタヌロヴィッチと周辺の村々から成る領域は「鉱夫共和国」と呼ばれ、42日間維持された。この地域の反乱軍は後にパルチザンの本隊に合流した。
ソ連の最高指導者ヨシフ・スターリンの誕生日にあたる1941年12月21日、ユーゴスラヴィア・パルチザンは第1プロレタリアート急襲旅団（1. Proleterska Udarna Brigada, 1st Proletarian Assault Brigade）を組織した。この旅団は、拠点となる地域を超えて活動する能力を持つ、パルチザン初の常設の軍事組織である。1942年、パルチザンの各組織は公式に、ユーゴスラビア人民解放軍およびパルチザン部隊へと統合され、1942年12月の時点で23万6千人の兵士を擁するまでになった。

## 戦闘

### 抵抗運動とそれに対する報復
パルチザンが枢軸勢力に対するゲリラ戦を始めた当初は、パルチザンの組織は小規模で、軍事訓練もされておらず、また装備も貧弱であった。しかし、ユーゴスラヴィア域内で活動する他の抵抗組織と比べて、2つの点で優れていた。1つめに挙がるのは、パルチザンには少数ながらも無視できない数のスペイン内戦の経験者がおり、ユーゴスラヴィアの置かれている状況に似た環境での現代戦争の経験があったことである。2つめは、パルチザンは民族に基づかずイデオロギーに基づく集団であったため、多民族国家であるユーゴスラヴィアの全ての民族集団から一定数の支持を得ることができたという点である。これによってパルチザンはより多くの人々を対象に兵士を募集することができ、また域内での可動性を高めることができた。この利点は後になるにつれて大きくなっていった。
これに対してユーゴスラヴィアを占領する枢軸勢力やその協力者らはパルチザンの存在を大きな脅威と捉え、7回に及ぶ反パルチザン攻勢などにより抵抗組織の破壊を試みた。
- 第1次反パルチザン攻勢（First anti-Partisan Offensive）は、1941年秋に枢軸勢力によって行われた大規模攻勢であり、セルビア西部に成立したパルチザンによる解放区「ウジツェ共和国」（Republic of Užice）に対して行われた[26]。1941年11月、ナチス・ドイツはこの領域を攻撃して再占領し、パルチザン兵士の多くはボスニア東部へと脱出した[27]。この戦闘の最中にチェトニクとパルチザンによる脆弱な協力関係が崩壊し、それ以降は互いを公然と敵視するようになった[28]。
- 第2次反パルチザン攻勢（Second anti-Partisan Offensive）は、1942年1月に枢軸勢力によってボスニア東部のパルチザンに対して行われた[26]。パルチザンは包囲を破ってサラエヴォ近くのイグマン山へと退却した[29]。
- 第3次反パルチザン攻勢（Third anti-Partisan Offensive）は1942年の春に枢軸勢力によって、ボスニア東部からモンテネグロ、サンジャクおよびヘルツェゴヴィナにかけて行われた[26]。この攻勢はドイツ側では「トリオ作戦」と呼ばれたが、パルチザンは辛くも脱出に成功した[30]。
- 第4次反パルチザン攻勢は、ネレトヴァの戦いと呼ばれ、1943年1月からボスニア西部からヘルツェゴヴィナ北にかけて行われた。枢軸勢力は解放区「ビハチ共和国」（Republic of Bihać）の破壊を目的とし、パルチザンはネレトヴァ川を渡って南側へと脱出した[31]。
- 第5次反パルチザン攻勢（Fifth anti-Partisan Offensive）は、スティエスカの戦い、あるいはドイツ側では「黒作戦」（Fall Schwarz）と呼ばれる[26]。ボスニア南東部からモンテネグロ北部にかけて、第4時攻勢の直後から始まった。
- 第6次反パルチザン攻勢（Sixth anti-Partisan Offensive）は、イタリアが降伏に伴って撤退するアドリア海沿岸地域を引き続き確保するためにドイツ国防軍およびウスタシャによって1943年の秋から1944年初頭にかけて行われた[26]
- 第7次反パルチザン攻勢（Seventh anti-Partisan Offensive）は、1944年春にボスニア西部で行われた枢軸勢力による最後の対パルチザン大攻勢であり、レッセルシュプルング作戦（Operation Rösselsprung）と呼ばれる軍事作戦や、ティトーの殺害などによるパルチザン指導者の無力化を目的としていた[26]。

これらの対パルチザン攻勢は、ドイツ国防軍や親衛隊（SS）、イタリア軍、ウスタシャ、チェトニク、ブルガリア軍などによって行われた。

### 連合国の支援
連合国は当初、ドラジャ・ミハイロヴィッチのチェトニクを支援していたが、後期にはパルチザンが形式的な支持や、一部の物資支援を受けるようになった。1942年には物資支援は限定的ではあったものの、チェトニクと並んでパルチザンは連合国の支援対象となった。
第5次反パルチザン攻勢の頃、イギリスの情報機関による報告では、パルチザンがドイツ軍に対して勇敢によく戦っていること、多くの負傷者が出ていること、支援が必要であることが述べられ、またドイツ国防軍第1山岳師団（1st Mountain Division）がチェトニク支配下の領域を通行して（独ソ戦の戦場である）ロシアから移動してきていることが述べられている。また、ドイツ軍の通信を傍受した結果から、チェトニクがドイツに攻撃できない臆病者であると確信したとしている。この報告は連合国によるユーゴスラヴィア支援の方針を転換させるものとなった。1943年9月、英国首相ウィンストン・チャーチルの指示により、パルチザンと接触を図るために、イギリス軍准将サー・フィッツロイ・マクリーン（Sir Fitzroy MacLean）がドルヴァル川近くに司令部を構えるティトーの元にパラシュート降下した。この頃、チェトニクは依然、連合国の支援を受けていたが、これ以降パルチザンもまた連合国の支援を受けられるようになった。
テヘラン会談以降、パルチザンは公式にユーゴスラヴィアにおける解放軍として認められ、イギリス空軍はパルチザンへの物資支援および戦術的な航空支援を目的としてバルカン空軍（Balkan Air Force）を設立した。1943年11月24日の米国大統領フランクリン・ルーズベルトと連合参謀本部の会談で、チャーチルは以下の点に言及した
22万2千人を数えるティトーの勢力に対してこれまで海路でほとんど何の補給品も送られなかったのは遺憾である（…）英米軍がローマ南方のイタリアで拘束しているのと同じ数のドイツ兵を、これらの勇敢な兵士たちはユーゴスラヴィアで拘束している。イタリアの降伏によってドイツ軍は混乱に陥り、ユーゴスラヴィアの愛国者たちは沿岸部の広大な領土を確保した。しかし、われわれはこの好機を捕えなかった。ドイツ軍は態勢を立て直し、次第にパルチザンを追い詰めつつある。その主因は、バルカン半島を人工的に分割した[西側連合軍とソ連軍の]責任区域にある（…）われわれが何もしなくてもパルチザンがこれだけ大きな成果をもたらしてくれたことを考慮すれば、彼らの抵抗運動が維持され動揺しないようにすることには非常に重要である。—ウィンストン・チャーチル、1943年11月24日

### 1943年-1945年:活動の拡大
連合国による航空支援や独ソ戦でドイツを押し返しバルカン半島に進撃してきたソ連軍による支援もあり、ウジツェ共和国の失敗以降目立って戦闘のなかったセルビアでも、1944年の後半にはパルチザンが支持を集めるようになった。1944年10月20日にはパルチザンとソ連軍の共同によるベオグラード攻勢（Belgrade Offensive）によって、ベオグラードが解放された。
1945年にはパルチザンの総数は80万人強に達しており、激戦となったスレム戦線を制し、4月初旬にはサラエヴォを解放、クロアチア独立国軍やドイツ国防軍を駆逐し、5月中旬にはクロアチア独立国の残りの領域とスロヴェニアを解放した。戦前はイタリア領であったリエカおよびイストラ半島を確保し、連合軍よりも2日早くトリエステを占領した。
第二次世界大戦のヨーロッパ最後の戦いであったポリャナの戦い（Battle of Poljana）は、1945年5月14日から15日にかけてスロヴェニアのコロシュカ地方・プレヴァリェにて発生し、パルチザンは退却中のドイツ国防軍やその協力者勢力と戦った。既に5月8日、ドイツ本国は降伏していた。欧州戦線における終戦 (第二次世界大戦)も参照。

## 軍種
パルチザンには陸軍の他に海軍、空軍もあり、これはヨーロッパの他の被占領地域におけるレジスタンス運動では類を見ないことであった。

### パルチザン海軍
1942年9月19日にアドリア海に面するダルマティア沿岸部のパルチザンが漁船を改造して海軍を設立したのが始まり。その後、規模を拡大しイタリア海軍およびドイツ海軍に対する勇敢な攻撃を遂行してきた。最大時には9隻から10隻の武装船、30の巡視船、200近くの支援船、6の砲台、多数の島嶼部のパルチザン分隊と3千人の兵力を擁した。1943年10月26日に4つの海軍管区（Pomorsko Obalni Sektor、Maritime Coastal Sector）が設置され、後に6つに拡張された。海軍の使命は制海権の確保、沿岸および島嶼部の防衛、敵の海上交通の破壊と島嶼部・沿岸部の敵への攻撃であった。

### パルチザン空軍
かつてユーゴスラビア王国軍に属していたクロアチア独立国空軍のパイロット、フラニョ・クルズ（Franjo Kluz）およびルディ・チャヤヴェツ（Rudi Čajavec）が、複葉機ポテーズ 25およびブレゲー 19を伴ってボスニアでパルチザンに投降したことにより、パルチザンは1942年5月に空軍力を獲得した。2人のパイロットはその後、これらの爆撃機を使って枢軸勢力と戦った。空軍を運用するインフラストラクチャが十分ではなかったためにパルチザン空軍は短命に終わったものの、これは対独レジスタンスが空軍力を持った初めての出来事であった。その後、枢軸勢力から鹵獲した航空機などによってパルチザン空軍は再建され、後のユーゴスラビア空軍となる。

## 構成
パルチザン運動への支持の広がりは、地域や民族ごとの人々の存亡の危機の度合いによって、温度差があった。パルチザンによる最初の反乱は、1941年6月22日にクロアチアの、シサクとザグレブの間にあるブレゾヴィツァ（Brezovica）の森にて、40人のパルチザン兵士によって起こされた。セルビアではこの2週間後にティトーの指揮による初の反乱が引き起こされたが、枢軸勢力によって速やかに鎮圧され、セルビアにおけるパルチザンへの支持は低下した。1943年に枢軸勢力に対する武装抵抗が拡大されるまで、セルビアではパルチザンへの支持は低迷を続けた。セルビアやその他の地域におけるパルチザンの勢力拡大は、1944年8月17日にティトーが枢軸勢力の協力者に対する恩赦を決めたことによるところもあり、多くのチェトニクの兵士などがパルチザンに転向した。ドイツ軍がベオグラードから撤退した1944年11月21日、および1945年1月15日にも枢軸協力者に対する恩赦が実施されている。
枢軸の傀儡政権であるクロアチア独立国占領下におけるセルビア人に関しては、セルビアとは状況は大きく異なっていた。王党派でセルビア民族主義のチェトニクは、ウスタシャがセルビア人に対してとる蛮行と同様の行為を非セルビア人に対して繰り返しており、クロアチア独立国占領下のセルビア人の間ではそうしたチェトニクよりも多民族混成のパルチザンへの支持が優勢であり、彼らはチェトニク対してセルビア人どうしで衝突することとなった。同様にパルチザンを支持するクロアチア人はウスタシャに対してクロアチア人同士での衝突が起こった。
アメリカ合衆国ホロコースト記念博物館百科事典には、パルチザンの多民族性について以下のように記されている:
分断されたユーゴスラビアにおけるパルチザンの抵抗運動は、ドイツ占領下のスロヴェニアではスロヴェニアによる小規模な破壊工作が主であった。セルビアではかつてユーゴスラビア王国軍の大佐であったドラジャ・ミハイロヴィッチ率いるチェトニク運動が広がった。しかし1941年6月の壊滅的な蜂起失敗のあと、チェトニクは枢軸勢力との衝突を避けるようになった。共産主義者が支配するパルチザンはヨシップ・ティトーが指揮する多民族の抵抗勢力であり、セルビア人、クロアチア人、ボシュニャク人（セルビア・クロアチア語を話すムスリム）、ユダヤ人、スロヴェニア人などによって構成されている。主にボスニア北部やセルビア北西部を拠点とし、ティトー率いるパルチザンは、最も継続的にドイツ軍やイタリア軍と戦い、1945年にドイツ軍をユーゴスラビアから駆逐する際に主要な役割を果たした。

### 民族別
ティトーによると、1944年5月時点のパルチザンの民族別の内訳は、セルビア人が44%、クロアチア人が30%、スロヴェニア人が10%、モンテネグロ人が5%、ボシュニャク人が2.5%であった。
なお指導者であるヨシップ・ブロズ・チトー自身は、父親はクロアチア人、母親はスロヴェニア人で、クロアチア出身であった。

### 地域別
1945年4月の時点で、パルチザンの兵力は80万人程度に及んでいた。1941年から1944年にかけての兵力の推移は以下のとおりである:
|                            | 1941後期 | 1942後期 | 1943年9月 | 1943後期 | 1944年後期 |
| -------------------------- | -------- | -------- | --------- | -------- | ---------- |
| ボスニア・ヘルツェゴヴィナ | 20,000   | 60,000   | 89,000    | 108,000  | 100,000    |
| クロアチア                 | 7,000    | 48,000   | 78,000    | 122,000  | 150,000    |
| コソヴォ                   | 5,000    | 6,000    | 6,000     | 7,000    | 20,000     |
| マケドニア                 | 1,000    | 2,000    | 10,000    | 7,000    | 66,000     |
| モンテネグロ               | 22,000   | 6,000    | 10,000    | 24,000   | 30,000     |
| 中央セルビア               | 23,000   | 8,000    | 13,000    | 22,000   | 204,000    |
| スロヴェニア               | 1,000    | 19,000   | 21,000    | 25,000   | 40,000     |
| ヴォイヴォディナ           | 1,000    | 1,000    | 3,000     | 5,000    | 40,000     |
| 合計                       | 80,000   | 150,000  | 230,000   | 320,000  | 650,000    |

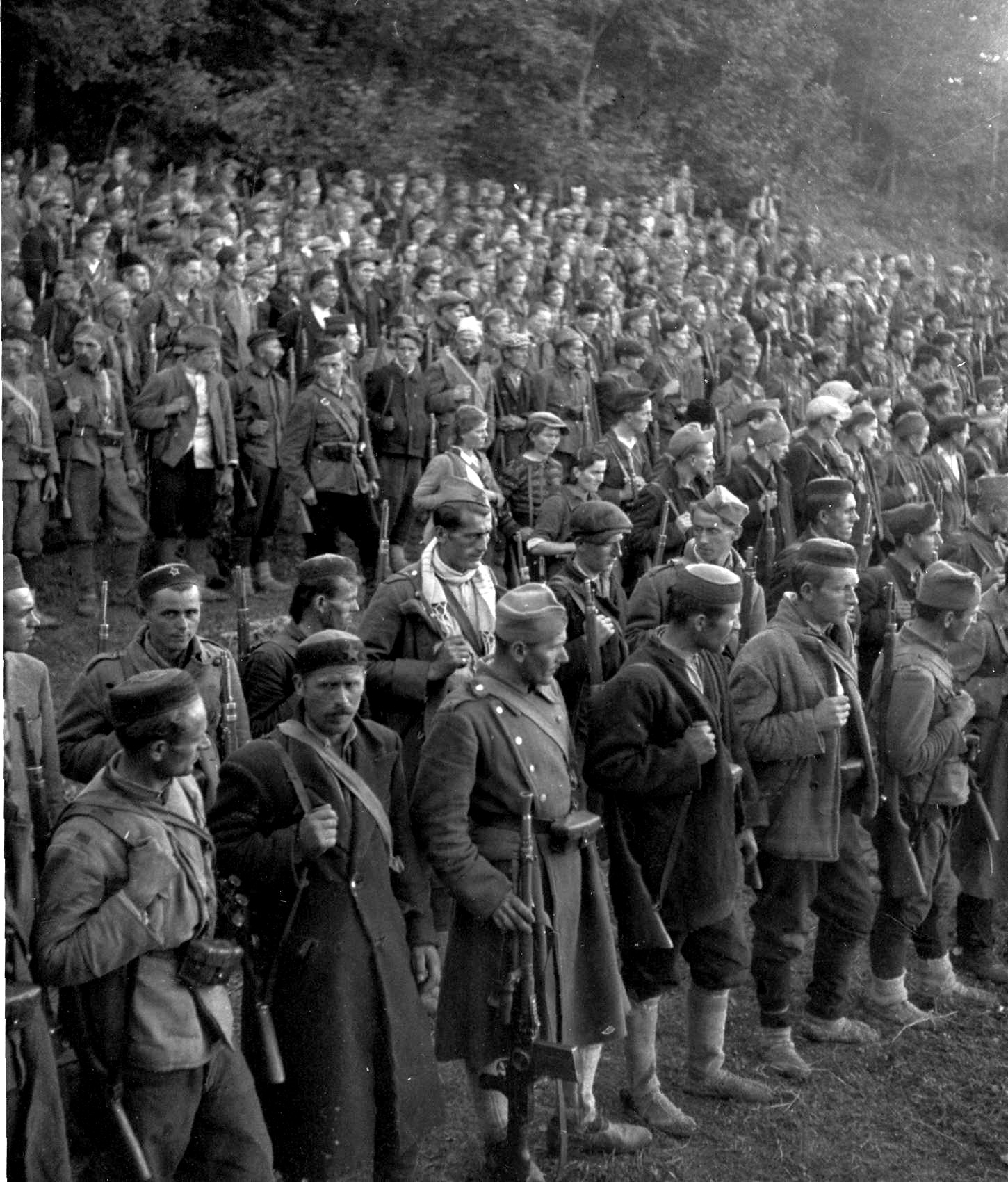
第4モンテネグロ・プロレタリアート旅団

パルチザンはユーゴスラヴィアの全ての人民による人民戦線を掲げ、共産主義を標榜する組織であった。例えばボスニアにおいては、パルチザンはセルビア人でもクロアチア人でもムスリムでもなく、全ての人々の平等のための自由と兄弟愛を訴えかけた。しかしなお、ユーゴスラヴィア・パルチザンにおいてセルビア人は最大の民族別比率を占めていた。
他方で、ユーゴスラヴィアにおけるもう一つの反独抵抗組織であったチェトニクは、セルビア人を主体とするセルビア人民族主義の組織であり、セルビア人以外への訴求力はなかった。チェトニクはボスニア東部においてムスリムに対する民族浄化作戦を行っており、ムスリムやクロアチア人の加入を排除した。また、ダルマティア北部では、ダルマティアを支配し同地に対する領土的野心を持っていたイタリアがチェトニクと協力したことがあり、これによってパルチザンを支持する多数のクロアチア人が殺害される蛮行が引き起こされた。一例として、スプリト近郊のガラ（Gala）をチェトニクが襲撃した際には、200人の市民が殺害された。ベニート・ムッソリーニによるダルマティアの強制的なイタリア化政策が取られた1941年後期には、クロアチア人パルチザンの数が大幅に増加している。
この他の地域では、パルチザンを純粋にセルビア人のみの組織と考える一部のセルビア人パルチザンによって、クロアチア人などの加入が排除され、またクロアチア人の村が襲撃されることがあった。サラエヴォのユダヤ人の青年らがカリノヴニク（Kalinovnik）のパルチザン分隊に加入しようとした際、セルビア人パルチザンらがこれを排除して青年らをサラエヴォに差し戻し、その後、彼らの多くが枢軸勢力に捕らえられて殺害された。クロアチア人ファシスト組織であるウスタシャによるセルビア人への蛮行は、セルビア人をゲリラ戦へと向わせる強い動機となり、多くのセルビア人がパルチザン兵士となった。
連合国の勝利が明らかになった時には、ユーゴスラヴィアの非セルビア人の住民らは、セルビア人民族主義を志向するユーゴスラビア王国の王党派よりも、パルチザンのほうがより良い未来をもたらすものと考えていた。

#### ボスニア・ヘルツェゴヴィナ

ボスニア・ヘルツェゴヴィナのパルチザンによって使用された、ボスニア・ヘルツェゴヴィナ国の国旗

1942年初期までは、ボスニア・ヘルツェゴヴィナのパルチザンの大部分はセルビア人のみであり、チェトニクとも協力関係にあった。ヘルツェゴヴィナ東部およびボスニア西部のパルチザンの一部はボシュニャク人（ムスリム人）の加入を拒否していた。ボスニアのムスリムたちにとって、こうしたパルチザンの言動はチェトニクのそれと大きく変わらないと映っていた。しかし、ボスニア・ヘルツェゴヴィナの一部の地域では初期の段階からクロアチア人やムスリムがパルチザンに加わっており、ボスニア北西部のコザラ山（Kozara）やサラエヴォ近くのロマニヤ地方ではこうした傾向が見られた。コザラでは、1941年末の時点で兵士の25%がクロアチア人やボシュニャク人であった。
1943年後期の時点で、ボスニア・ヘルツェゴヴィナのパルチザンの70%はセルビア人、30%がクロアチア人およびボシュニャク人であった戦争の期間全体を通してのボスニア・ヘルツェゴヴィナのパルチザンのうち、64.1&はセルビア人、23%はボシュニャク人、8.8%はクロアチア人であった。なおセルビアパルチザンは親ソ連と共産主義に加えて民族主義が強い傾向にある。

#### クロアチア

クロアチアのパルチザンによって使用された、クロアチア国の国旗

1941年および1942年において、クロアチアのパルチザンの主流を占めているのはセルビア人であったが、1943年10月の時点ではクロアチア人が多数派となっている。クロアチア農民党（Croatian Peasant Party）のボジダル・マゴヴェツ（Božidar Magovac）が1943年6月にパルチザンに加入したことも、およびイタリアが降伏したこともこの一因と考えられる。
クロアチアにおいて、パルチザン運動はクロアチア社会の主流にまで食い込み、1943年の時点でクロアチア出身のパルチザンの多数をクロアチア人が占めるようになった。1944年後期の統計によると、クロアチア出身のパルチザン兵士の61%はクロアチア人、28%はセルビア人であり、クロアチアの民族別人口比率に比べるとセルビア人の割合が多いものの、クロアチア人が多数を占めていたことがわかる。枢軸勢力への協力を止めてパルチザンに加われば敵通の罪を免除するとする恩赦が1944年9月15日に発令され、これによってクロアチア人のパルチザン参加が拡大した。
1941年末の時点でクロアチアのパルチザンの77%はセルビア人、21.5%はクロアチア人やその他の民族であった。クロアチアのパルチザンにおけるクロアチア人の比率は1942年8月には32%、1943年9月には34%にまで上昇した。イタリアの降伏後にはクロアチア人の兵士数は急増し、1944年末には60.4%がクロアチア人、セルビア人が28.6%、ボシュニャク人が2.8、その他が8.2%となった1941年から1945年の全体を通して、クロアチアのパルチザンの61%はクロアチア人であり、その他にはスロヴェニア人、ボシュニャク人、モンテネグロ人、イタリア人、ハンガリー人、チェコ人、ユダヤ人、ドイツ人などがいた。
クロアチアのパルチザンはユーゴスラヴィアのパルチザン全体の中で重要な比率を占めていた。クロアチアの人口はユーゴスラヴィア全体の24%であったが、クロアチア出身のパルチザン兵士の数はセルビア、モンテネグロ、スロヴェニア、マケドニア（4地域合計でユーゴスラヴィアの人口の59%に達する）の出身者よりも数が多かった。また、クロアチアのパルチザンの特色としてユダヤ人の比率が高かったことが挙げられる。彼らは1943年初期の時点で、枢軸勢力に対抗するクロアチア全体の最高意思決定機関としてクロアチア人民解放国家反ファシスト委員会（ZAVNOH）を設立した。これは、ヨーロッパにおける反枢軸レジスタンスの中で初めてのことであった。ZAVNOHの最後の会合は1945年7月24日-25日にザグレブで行われ、この会合にて自身をクロアチア議会へと改組することが決議された。

#### スロヴェニア

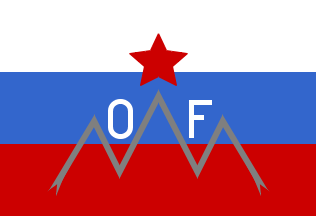
スロヴェニアのパルチザンによって使用された、スロベニア人民解放戦線の旗

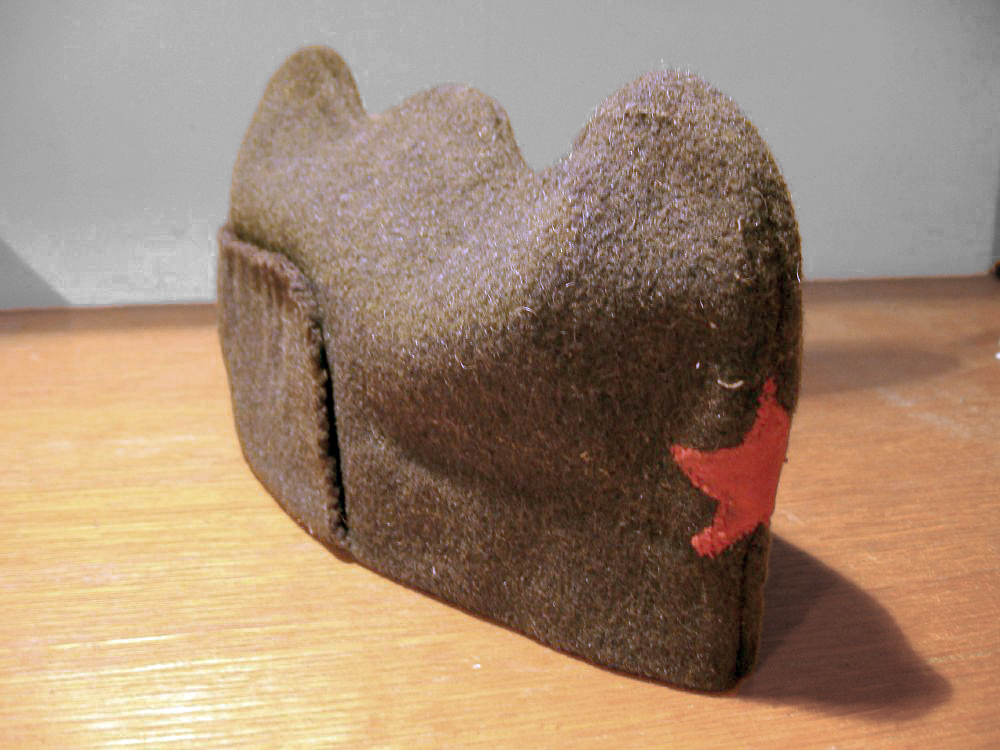
「トリグラウ型」の帽子

初期の頃は、スロヴェニアにおけるパルチザンの勢力は小さなもので、インフラストラクチャを持たず、装備も貧弱であったが、ゲリラ戦の経験を有するスペイン内戦の経験者が含まれていた。スロヴェニアにおけるパルチザンは、スロベニア人民解放戦線（Liberation Front of the Slovene Nation）の軍事部門に位置づけられており、スロベニア人民解放戦線は1941年4月26日にイタリア占領下の領域（リュビアナ州、Province of Ljubljana）で設立され、当初は複数の左翼系組織が合同したものであった。戦時中、次第にスロヴェニア共産党の影響力が強まり、1943年3月1日のドロミティ宣言（Dolomiti Declaration）により共産党の指導性が公式化された。人民解放戦線のメンバーの一部はTIGR（TIGR）の出身であった。
スロヴェニア人民解放戦線に加わる全ての政治組織の代表者は人民解放戦線最高総会に参加し、スロヴェニアにおける抵抗運動を指導した。最高総会は1943年10月3日、コチェーヴィエにて120人から成る人民解放会議のメンバーを選出した（コチェーヴィエ総会）。最高総会はスロヴェニアの反ファシスト勢力の最高意思決定機関として機能し、その代表者はユーゴスラビア人民解放反ファシスト会議の第2回会合にも出席し、ユーゴスラビアを連邦制としスロヴェニアをその構成国と位置づけられた。1944年2月19日のチュルノメリでの会合時に、最高総会はスロベニア人民解放委員会へと改組され、その後、スロヴェニア国の議会へと改組された。
スロヴェニアのパルチザンは独自の組織を持ち、その指揮にはスロベニア語が用いられた。1942年から1944年までの間、トリグラウカ（Triglavka）と呼ばれる帽子が使用されていたが、その後ティトヴカ（Titovka）に置き換えられた。1945年3月、スロヴェニアのパルチザン部隊は正式にユーゴスラビア人民軍へと編入され、独自組織としての幕を閉じた。
スロヴェニアのパルチザン運動は、ティトーに率いられたユーゴスラビア中南部のパルチザンとは別に、1941年に独自に始まったものである。1942年9月、ティトーは初めてスロヴェニアの抵抗運動への指導権獲得を試みた。1943年4月にティトーによりスロヴェニアに送り込まれたアルサ・ヨヴァノヴィッチは、スロヴェニアの抵抗運動の統制獲得を試みたが失敗に終わっている。スロヴェニアの抵抗運動のティトー・パルチザンへの統合は1944年に実現された。
1943年12月、オーストリアからわずか数時間の場所に位置する困難な岩地のうえにフラニャ・パルチザン病院（Franja Partisan Hospital）を設置した。また、ラジオ・クリチャチュ（Kričač）と呼ばれる秘密のラジオ局を設置し、放送を発信していた。

### 死傷者
パルチザンは最終的な勝利を収めたものの、多くの死傷者を出してきている。1941年7月7日から1945年5月16日までのパルチザンの死傷者数は以下のとおりである:
|                      | 1941年 | 1942年 | 1943年 | 1944年  | 1945年  | 合計    |
| -------------------- | ------ | ------ | ------ | ------- | ------- | ------- |
| 戦闘により死亡       | 18,896 | 24,700 | 48,378 | 80,650  | 72,925  | 245,549 |
| 戦闘により負傷       | 29,300 | 31,200 | 61,730 | 147,650 | 130,000 | 399,880 |
| 負傷により死亡       | 3,127  | 4,194  | 7,923  | 8,066   | 7,800   | 31,200  |
| 戦闘中により行方不明 | 3,800  | 6,300  | 5,423  | 5,600   | 7,800   | 28,925  |

## 救出作戦
パルチザンは、連合軍兵士（ユーゴスラビア上空で航空機から脱出した乗員など）の救出でも多数の実績をあげている。例えば、1944年1月1日から10月15日までの間に、アメリカ合衆国空軍士官救出隊（US Air Force Air Crew Rescue Unit）の取りまとめによると、1152人のアメリカ兵士がユーゴスラビアから救出されており、うち795人がパルチザン、356人がチェトニクによるものであった。スロヴェニアのパルチザンは303人のアメリカ兵士、389人のイギリス兵士および捕虜、120人のフランスその他の捕虜や強制労働服務者を救出している。
パルチザンはまたドイツの捕虜収容所からの連合軍兵士の脱出の支援もしていた（主にオーストリア南部の収容所からの脱出者を支援した）。脱出に成功した兵士の大部分はスロヴェニアを縦断してセミチから空輸にて救出され、また一部は更にクロアチアを経由してイタリア南部のバーリへと海路で救出された。1944年春、スロヴェニアに送られたイギリス軍の使節は、捕虜収容所からの脱出が「ゆっくり、漏れ出すように」続いていたことを報告している。兵士らは地元の市民の協力の下、ドラーヴァ川にてパルチザンと接触し、ユーゴスラヴィア脱出までパルチザンの保護を受けられた。

### オジュバルト襲撃
1944年8月に行われたパルチザンによる軍事作戦では、132人の連合軍の兵士が一挙に救出され、この事件はオジュバルト襲撃（Raid at Ožbalt）と呼ばれる。
1944年6月、連合軍はオーストリア南部の収容所からユーゴスラヴィアを経て脱出する連合軍兵士への支援に乗り出した。連合軍はスロヴェニア北部、マリボルの北50キロメートルほどの、オーストリアのすぐ南に位置するオジュバルト（Ožbalt）に監視哨を設置した。この近くにはドイツが設置した労働収容所があり、スロヴェニア・パルチザンはここを襲撃して全ての囚人を解放した。
100人を超える戦争捕虜たちは、マリボルのスタラクXVIII-D（Stalag XVIII-D）の管理下に置かれ、毎日鉄道修復の作業をし、夜に収容所に戻る生活をしていた。パルチザンはこの捕虜と接触し、8月30日の15時に監視の目をかいくぐって7人の捕虜が脱出に成功し、21時には国境よりスロヴェニア側に8キロメートルのところにある村でパルチザンから脱出を祝福されていた。7人の脱走捕虜はパルチザンと共に残された捕虜たちの解放を計画した。31日の朝、7人は100人程度のパルチザンとともに、労働のために捕虜を運ぶ列車の到着を待った。捕虜たちの労働が始まるとパルチザンは襲撃を開始し、監視しているドイツ人らを無力化し、捕虜たちはパルチザンの保護の下脱走に成功した。
捕虜たちはパルチザンの司令部のキャンプに到着すると、132人の囚人が脱出に成功した旨をイギリスに伝達した。ドイツ軍のパトロールは重厚で、脱出経路の確保は困難を極め、パトロール中のドイツ軍の夜襲によって2人の脱走捕虜と2人の護衛が死亡する事態も起こった。最終的に脱走捕虜はベラ・クライナ地方のセミチにあるパルチザンの空軍基地に到達し、1944年9月21日にイタリアのバーリに送り届けられた。

## 終戦後
ユーゴスラヴィアは、第二次世界大戦において自力で自国を解放した数少ない国のひとつであった。ベオグラード攻勢（Belgrade Offensive）を始めとするセルビアの解放ではソ連軍の支援を受け、また1944年中期以降はイギリスを中心とするバルカン航空部隊からの継続的な航空支援を受けていたが、支援は限定的であった。終戦の時点において、ユーゴスラヴィアの域内には外国の軍隊はいなかった。こうした事実は、その後の冷戦期においてユーゴスラヴィアが東西両陣営から一定の距離を保って自立することができた一因である。
1947年から48年にかけて、ソビエト連邦はユーゴスラヴィアへの指導権の確保を試みたが失敗し、ティトー＝スターリン決別（Tito-Stalin split）を招いた。ユーゴスラヴィアとソビエト連邦の関係が悪化したこの時期に、アメリカおよびイギリスはユーゴスラヴィアの北大西洋条約機構（NATO）加入を検討したが、1953年のトリエステ危機によって西側諸国とユーゴスラヴィアの関係が悪化し（トリエステ自由地域）、また1956年にソビエト連邦との関係回復が図られたため、西側諸国入りすることもなかった。
その後ユーゴスラヴィアは崩壊時まで非同盟外交路線を堅持したが、パルチザンを基に設立されたユーゴスラビア人民軍という強力な常備軍を保持し、さらに有事には全国民が侵略軍に対して武装抵抗を行うトータル・ナショナル・ディフェンスという戦略を採用していた（ユーゴスラビア社会主義連邦共和国#軍事を参照）。

### 報復行為
終戦直後の時期、一部地域の住民やパルチザン兵士による枢軸勢力の同調者、協力者、ファシストに対する報復行為が発生した。その顕著な例がブライブルクの虐殺（Bleiburg massacre）、フォイベの虐殺（foibe massacres）、バチュカ虐殺（killings in Bačka）などであった。
ブライブルクの虐殺では、英米軍に降伏するためにオーストリア南部に向かったチェトニクやスロヴェニア人のドモブランツィ（Slovene Home Guard）、クロアチア独立国軍の兵士に対して報復行為が行われた。フォイベの虐殺とは、パルチザンの第8ダルマティア軍団やファシストに憤る市民らによって、イタリア人ファシストやその協力者、同調者、分離主義者と目された人々が殺害され、フォイベ（foibe）と呼ばれる洞穴に投げ込まれた事件である。それまでイストラ半島は長くイタリアの統治下に置かれ、非イタリア人は抑圧下に置かれていた。1993年に発足したイタリア人とスロヴェニア人の混成の歴史家委員会はイタリア領およびスロヴェニア領で発生した事件を調査した。それによると、虐殺の対象は、各個人の責任よりも立場上のファシズムとの近さに基づいたもので、共産主義政府にとって真に有害な者のみならず、その疑いのある者や潜在的な可能性を持つ者を一掃することに重点を置いたものであったとしている。バチュカの虐殺は、ハンガリー人のファシストや協力者、その疑いのあるものを対象とした同種の虐殺である。
また、各地のパルチザンの命令系統の整合性にも問題があった。例えば、スロヴェニア・アイドフシュチナのパルチザンは退却中のドイツ軍との間でこれ以上の戦闘をしないことを合意し、ドイツ軍は武装解除した。しかし、その後ユーゴスラヴィアの別の地域から来たパルチザン部隊が、非武装化されたドイツ軍を銃殺した。
しかし、ドイツ人やイタリア人、ファシスト協力者らに対するこうした報復殺害の数は、最大限に多く見積もっても枢軸勢力による死者数よりははるかに少ないものであった。ドイツやイタリア、ウスタシャやチェトニクなどと異なり、パルチザンはジェノサイドの戦略を持たず、全てのユーゴスラヴィアの諸民族の「兄弟愛と統一」を基本原則に掲げていた。枢軸勢力による占領の期間中、軍人・民間人あわせて90万人から150万人がファシストの犠牲となっている。
このパルチザンの暗黒史は、ユーゴスラビア社会主義連邦共和国では1980年代末期までタブーであり、公的機関がパルチザンの犯罪行為に対して沈黙を貫いた。これによりユーゴスラビア内戦から連邦解体後にかけて、各国の民族主義者らがプロパガンダ目的で好き勝手に数字を誇張できる状態になってしまった。
犠牲者の多くは森や炭鉱、洞窟に埋められ、そうした地点はスロベニアでは約600カ所と推計されている。2000年代に入り、断続的に発掘と遺体の収容が進められている。

## 装備
初期のパルチザンの装備の一部は、敗退したユーゴスラビア王国軍（Royal Yugoslav Army）のものが使用された。パルチザンは戦闘中、手に入るあらゆる武器を使用して戦った。それらは主にドイツ軍、イタリア軍、クロアチア独立国軍、ウスタシャ、チェトニクから鹵獲したものであり、Kar98k、MP40、MG34、カルカノ銃、カービン、ベレッタ機関銃などであった。後期にはイギリスやソビエト連邦からの供給を受け、PPSh-41やステンMKIIなどが投入された。これに加えて、パルチザンは既存の軍需工場を活用して自ら武器を製造しており、製造された武器は「パルチザン・ライフル」「パルチザン対戦車迫撃砲」などと呼ばれた。

## 文化的影響

### 文学
パルチザンはユーゴスラビア社会主義連邦共和国の芸術家、作家などにとって重要なテーマとして取り上げられた。パルチザンはユーゴスラヴィアの文化に大きな影響をもたらしており、彼らの戦いは、本人たちの回顧録を通じて鮮明に記録され、後にユレ・カシュテラン（Jure Kaštelan）、ヨジャ・ホルヴァト（Joža Horvat）、オスカル・ダヴィチョ（Oskar Davičo）、アントニイェ・イサコヴィッチ）（Antonije Isaković）、ブランコ・チョピッチ（Branko Ćopić）、イヴァン・ゴラン・コヴァチェヴィッチ（Ivan Goran Kovačić）、カレル・デストヴニク・カユフ（Karel Destovnik Kajuh）、ミハイロ・ラリッチ（Mihailo Lalić）、エドヴァルド・コツベク（Edvard Kocbek）、トネ・スヴェティナ（Tone Svetina）、ヴィトミル・ズパン（Vitomil Zupan）を始めとして、多くの文学作品に取り上げられた。
ヴラディミル・デディイェル（Vladimir Dedijer）によると、パルチザンに感化された民俗詩は4万を超える。

### 映画
共産主義ではあったがソ連と一線を画していたパルチザンは、西側でも「反ナチス・反ソ連」のヒーローとして扱われ、アメリカの西部劇や日本の時代劇同様に、パルチザン映画（Partisan film）と呼ばれる1ジャンルを形成している。『ネレトバの戦い』と『風雪の太陽』は、それぞれ1943年の第4次反パルチザン攻勢（ネレトヴァの戦い）と第5次反パルチザン攻勢（スティエスカの戦い）に基づいた作品である。
『ナヴァロンの嵐』は、イギリスやアメリカの軍が、闘争を続けるパルチザンを支援するためにユーゴスラヴィアに入る物語である。パルチザンを支援する外国人についてはイーヴリン・ウォーの1961年の小説『Unconditional Surrender』にも記されている。ウォーは大戦末期にユーゴスラヴィアで活動していた。
エミール・クストリッツァ監督の映画『アンダーグラウンド』は、第二次世界大戦におけるパルチザンの戦いから、1990年代のユーゴスラビア紛争までのユーゴスラビアの激変の歴史を舞台としている。

### 芸術

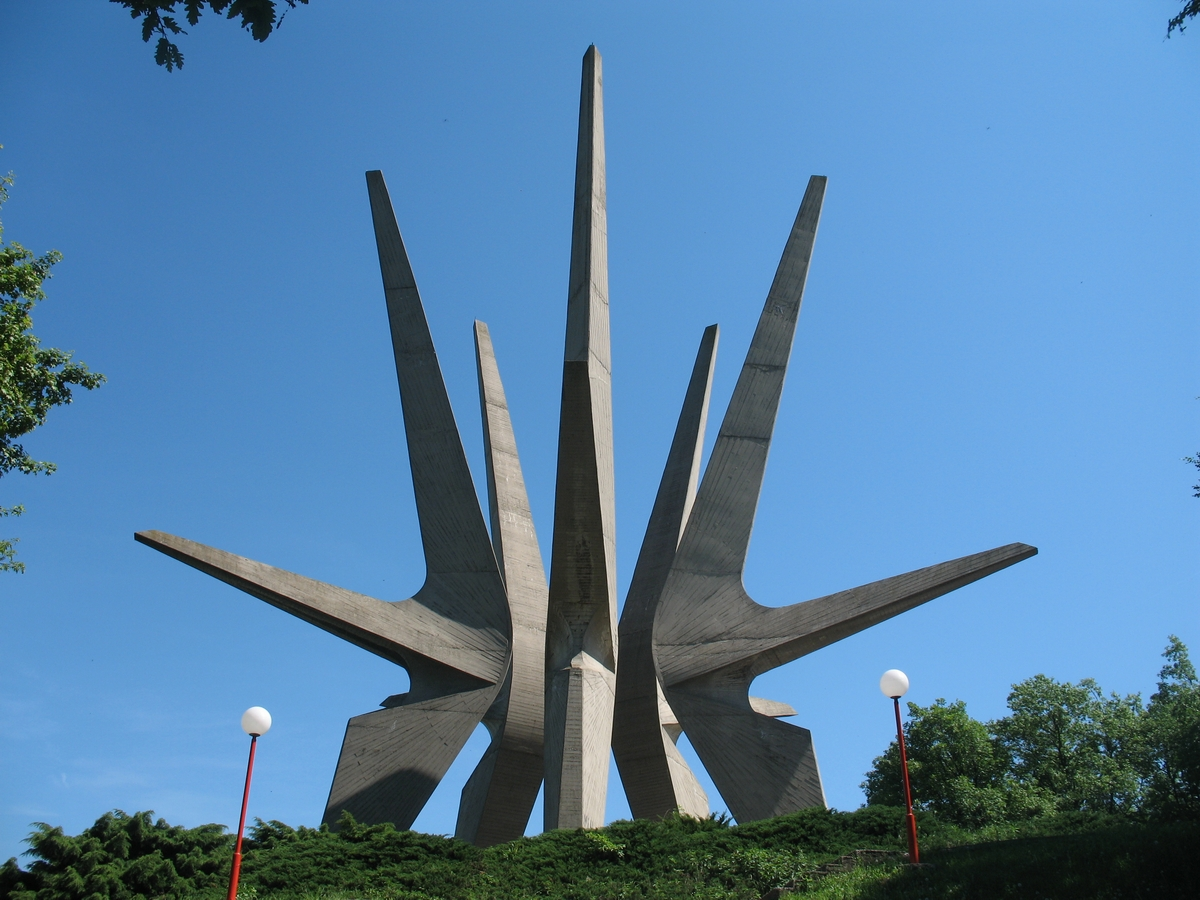
セルビアのコスマイ山にあるパルチザン蜂起を記念したスポメニック

パルチザンの戦いを描いた漫画作品も多く、クロアチア人作家のユリオ・ラディロヴィッチ（Julio Radilović）の作品や、『ミルコとスラヴコ』（Мирко и Славко）シリーズなどが知られる。日本の漫画家・坂口尚の作品『石の花』は、大戦期のスロヴェニアのパルチザンを描いた作品である。
1950年代よりチトーの指示によってパルチザンの活躍を表現した記念碑が数多く立てられ、これらは総称して「スポメニック」と呼ばれている。スポメニックの多くはシュルレアリズムの様式をとった、記念碑としては型破りな形状が多いことで知られる。だが1990年のユーゴスラビア崩壊以降、多数のこうした記念碑が新しく独立した国々や民間人の手によって破壊された。

## パルチザンを取り扱った映画
- 『ネレトバの戦い』 - 製作年：1969年、製作国：ユーゴスラビア、西ドイツ、アメリカ、イタリア、監督：ヴェリコ・ブライーチ、出演：バタ・ジボイノビッチ、ロイゼ・ローズマン、シルヴァ・コシナ、セルゲイ・ボンダルチュク、ユル・ブリンナー、ミレナ・ドラヴィッチ、クルト・ユルゲンス、ハーディ・クリューガー、アンソニー・ドーソン、フランコ・ネロ、オーソン・ウェルズなど。
- 『軍用列車大爆破』（Wild Wind） - 製作年：1986年、製作国：アメリカ、ソ連、ユーゴスラビア、配給：ジョイパックフィルム、監督：アレックス・ペトコー、脚本：イカ・パナジョトヴィチ、 製作総指揮：ドラガン・ヴォスノーヴィクター・タラノフ、製作：イカ・パナジョトヴィチ 、日本語字幕：岡枝慎二、出演：ジェイ・ノース、ジョージ・モンゴメリーなど。

## 関連文献
- Bokovoy, Melissa (1998). Peasants and Communists: Politics and Ideology in the Yugoslav Countryside. University of Pittsburgh Press. ISBN 0822940612
- Irvine, Jill (1992). The Croat Question: Partisan Politics in the Formation of the Yugoslav Socialist State. Westview Press. ISBN 0813385423
- Roberts, Walter R. (1987). Tito, Mihailovic and the Allies, 1941-1945. Duke University Press. ISBN 0822307731
- 柴宜弘 (1998). バルカン史. 山川出版社
- ロナルド・H・ベイリー (1979). ライフ第二次世界大戦史 パルチザンの戦い. タイムライフブックス